# Brusimpiano
Brusimpiano est une commune italienne de la province de Varèse dans la région Lombardie en Italie.

## Toponyme
Est un diminutif de la rubrique brus: rousse, devenu plus tard Brusinopiano pour la distinguer de Brusino Arsizio.

## Administration
| Période                                  | Période  | Identité       | Étiquette | Qualité    |
| ---------------------------------------- | -------- | -------------- | --------- | ---------- |
| 8/6/2009                                 | En cours | Giulio Morandi |           | professeur |
| Les données manquantes sont à compléter. |          |                |           |            |

### Hameaux
Ardena, Brusimpiccolo, Crotto Bellavista, Fonte Letizia, Villaggio Montelago, Cantine, Crotto Zolla, Punta della Fava